# Ritterella solida
Ritterella solida is een zakpijpensoort uit de familie van de Ritterellidae. De wetenschappelijke naam van de soort werd in 2001 voor het eerst geldig gepubliceerd door Claude en Françoise Monniot, Griffiths & Schleyer.